# Shibushi (Kagoshima)
Shibushi (Japans: 志布志市, Shibushi-shi) is een Japanse stad in de prefectuur Kagoshima. In 2015 telde de stad 31.737 inwoners. 

## Geschiedenis
Op 1 januari 2006 werd Shibushi benoemd tot stad (shi). Dit gebeurde na het samenvoegen van de toenmalige gemeente Shibushi met de gemeenten Ariake (有明町) en Matsuyama (松山町).
Subprefecturen:
Kumage · Oshima

Steden:
Aira · Akune · Amami · Hioki · Ibusuki · Ichikikushikino · Isa · Izumi · Kagoshima (hoofdstad) · Kanoya · Kirishima · Makurazaki · Minamikyushu · Minamisatsuma · Nishinoomote · Satsumasendai · Shibushi · Soo · Tarumizu

Districten:
Aira · Isa · Izumi · Kagoshima · Kimotsuki · Kumage · Soo · Satsuma · Oshima

Gemeenten per district